# Seguin Ier
 (mai 2023).
Si vous disposez d'ouvrages ou d'articles de référence ou si vous connaissez des sites web de qualité traitant du thème abordé ici, merci de compléter l'article en donnant les références utiles à sa vérifiabilité et en les liant à la section « Notes et références ».
Séguin Ier de Bordeaux, comte de Bordeaux et peut-être de Gascogne jusqu'en 816.

## Éléments de biographie
Selon les annales d'Éginhard en 816 l'empereur Louis le Pieux déchoit « Siegwin » (Sigiwinus)  de son commandement « à cause de sa trop grande insolence et de la dépravation de son caractère ». Cette mesure incite les Gascons qui « habitent au-delà de la Garonne et au pieds des Pyrénées » à entrer en rébellion. Deux campagnes sont nécessaires pour les soumettre.